# Тушиньская, Тереза
Тереза Тушиньская (пол. Teresa Tuszyńska; 5 сентября 1942 , Варшава — 19 марта 1997, Варшава) — польская киноактриса, фотомодель.

## Биография
Специального актёрского образования не получила. Впервые появилась на экранах Польши в 16-летнем возрасте, став победительницей организованного в 1958 году журналом «Przekrój», конкурса «Кино, ищет молодых актрис». Никогда серьёзно не относилась к своей актерской карьере.
Кроме польских кинокартин, снималась также в чехословацком кино.
В начале 1960-х годов была самой популярной фотомоделью журнала «Modа Polskа». Фотографии Т. Тушиньской неоднократно украшали обложки журналов «Ekran», «Film», «Kinо», «Wiadomości filmowy», «Przekrój», «Kobieta i Życie», «Filipinka», «Dookoła świata», «Panoramа», «Panoramа Północy», «Urodа», «Ty i ja», «Zwierciadła», «Żyjmy dłużej» и др. В марте 1963 года её портрет появился на обложке престижного американского журнала «Show».
Трижды была замужем. В последние годы жизни была почти полностью забыта. Злоупотребляла алкоголем, не поддерживала контактов с людьми. Умерла 19 марта 1997 года в Варшаве. Похоронена на Северном кладбище столицы.

## Избранная фильмография
- 1958: Последний выстрел / Ostatni strzał — эпизод
- 1959: Белый медведь / Biały niedźwiedź — Аня, профессорская дочь
- 1960: До свидания, до завтра / Do widzenia, do jutra — Маргарит, дочка французского консула,
- 1961: Другой человек / Drugi człowiek — Кристина
- 1961: Тарпаны / Tarpany — Бася, зоотехник
- 1963: Разводов не будет /Rozwodów nie będzie — Иоанна Калишевская, студентка академии
- 1966: Полный вперёд / Cała naprzód — молчащая девушка, актриса Глория, танцовщица Долорес, путешественница Сабина и Ванда, восьмая жена его превосходительства
- 1967: Карманники / Vreckári (Kieszonkowcy) — Стелла
- 1968: Почмейстер / Poczmistrz — Дуня, дочь почмейстера
- 1969: Пражские ночи / Pražské noci — дочь графа
- 1971: Кто верит в аистов? /Kto wierzy w bociany? — Тереза Новина, мать Филипа
- 1972: Ключи / Die Schlüssel — инженер Кендзерская